# Edwin Tenorio
Edwin Rolando Tenorio Montaño (ur. 16 czerwca 1976 w Esmeraldas) – ekwadorski piłkarz grający na pozycji defensywnego pomocnika.

## Kariera klubowa
Tenorio jest wychowankiem klubu Aucas ze stołecznego Quito. W 1995 roku zadebiutował w lidze ekwadorskiej. Z Aucas nie osiągał jednak większych sukcesów, a najlepszym dla Edwina i jego klubu był rok 1998, gdy zajął 3. miejsce w fazach Apertura i Clausura. W drugiej połowie 1999 roku Tenorio przeszedł do boliwijskiego Club Jorge Wilstermann, pochodzącego z miasta Cochabamba. W 2000 roku wrócił do Aucas i zajął z nim 3. pozycję w Apertura. Następnie Tenorio przeszedł do meksykańskiego CD Veracruz. Jednak pobyt w tym klubie był nieudany ze względu na kontuzje Edwina. W 2002 roku po raz drugi wrócił do kraju i został piłkarzem jednego z najbardziej utytułowanych zespołów, Barcelony. Wywalczył z nią wówczas wicemistrzostwo Ekwadoru, a w 2003 roku powtórzył to osiągnięcie. Zarówno w 2003 jak i w 2004 roku wystąpił w Copa Libertadores, ale w tym drugim zespół spisał się słabiej kończąc sezon w środku tabeli. W 2005 i 2006 roku także nie osiągnął sukcesu z Barceloną, a od początku 2007 roku Tenorio był zawodnikiem LDU Quito. W następnym sezonie trafił do Deportivo Quito, gdzie gra do dziś z wyjątkiem krótkiego epizodu w Deportivo Pereira. Z zespołem tym w 2008 roku został mistrzem Ekwadoru.
| Sezon   | Klub                   | Kraj     | Rozgrywki                            | Mecze | Bramki |
| ------- | ---------------------- | -------- | ------------------------------------ | ----- | ------ |
| 1995    | Aucas Quito            | Ekwador  | Campeonato Ecuatoriano de Fútbol     | 5     | 0      |
| 1996    | Aucas Quito            | Ekwador  | Campeonato Ecuatoriano de Fútbol     | 23    | 0      |
| 1997    | Aucas Quito            | Ekwador  | Campeonato Ecuatoriano de Fútbol     | 30    | 4      |
| 1998    | Aucas Quito            | Ekwador  | Campeonato Ecuatoriano de Fútbol     | 33    | 0      |
| 1999    | Aucas Quito            | Ekwador  | Campeonato Ecuatoriano de Fútbol     | 10    | 0      |
| 1999    | Club Jorge Wilstermann | Boliwia  | Liga de Fútbol Profesional Boliviano | ?     | ?      |
| 2000    | Aucas Quito            | Ekwador  | Campeonato Ecuatoriano de Fútbol     | 16    | 0      |
| 2000/01 | CD Veracruz            | Meksyk   | Primera Division                     | 7     | 1      |
| 2002    | Barcelona SC           | Ekwador  | Campeonato Ecuatoriano de Fútbol     | 31    | 0      |
| 2003    | Barcelona SC           | Ekwador  | Campeonato Ecuatoriano de Fútbol     | 30    | 0      |
| 2004    | Barcelona SC           | Ekwador  | Campeonato Ecuatoriano de Fútbol     | 39    | 0      |
| 2005    | Barcelona SC           | Ekwador  | Campeonato Ecuatoriano de Fútbol     | 38    | 0      |
| 2006    | Barcelona SC           | Ekwador  | Campeonato Ecuatoriano de Fútbol     | 36    | 0      |
| 2007    | LDU Quito              | Ekwador  | Campeonato Ecuatoriano de Fútbol     | 15    | 0      |
| 2008    | Deportivo Quito        | Ekwador  | Campeonato Ecuatoriano de Fútbol     | 24    | 1      |
| 2009    | Deportivo Quito        | Ekwador  | Campeonato Ecuatoriano de Fútbol     | 16    | 1      |
| 2009    | Deportivo Pereira      | Kolumbia | Copa Mustang                         | 10    | 0      |
| 2010    | Deportivo Quito        | Ekwador  | Campeonato Ecuatoriano de Fútbol     |       |        |

## Kariera reprezentacyjna
W reprezentacji Ekwadoru Tenorio zadebiutował 14 października 1998 roku w przegranym 1:5 spotkaniu z Brazylią. W 2002 roku został powołany do kadry na Mistrzostwa Świata 2002, na których wystąpił w spotkaniach z Włochami (0:2) oraz Meksykiem (1:2). Natomiast w 2006 roku na Mistrzostwach Świata w Niemczech Tenorio wystąpił w grupowych spotkaniach z Polską (2:0), Kostaryką (3:0) i Niemcami (0:3), a także w 1/8 finału z Anglią (0:1).
W swojej karierze Tenorio wystąpił także w takich turniejach jak: Copa América 2001, Copa América 2004 i Copa América 2007. W każdym z nich Ekwador nie wyszedł ze swojej grupy.